# Marie Uchytilová
Marie Uchytilová (Královice, 17 de enero de 1924 - Praga, 16 de noviembre de 1989) fue una escultora checa.

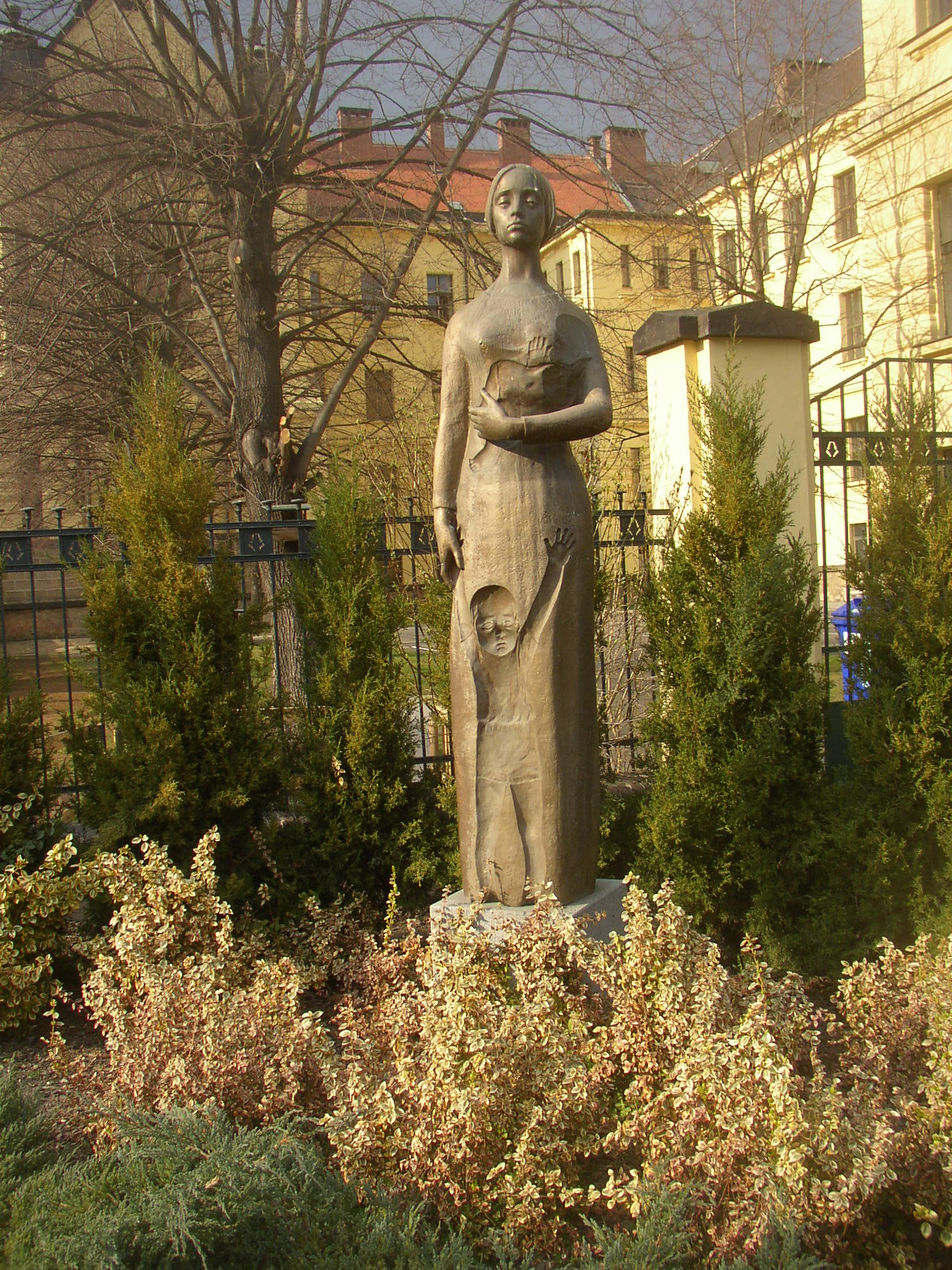
Madre de los hijos desaparecidos Lidice, Kladno n.º 17. noviembre.

## Datos biográficos
Uchytilova nació en una familia de oficiales en la hacienda de Kralovice. Entre 1945 y 1950 estudió en la Academia de Bellas Artes de Praga, siendo alumna del medallista Otakar Španiel. Uchytilova se considera una grabadora de medallas excelente, autora de bustos y estatuas de personajes importantes de la cultura checa. Es autora de algunas medallas con el tema de los monumentos antibelicistas, medallas conmemorativas, monedas creadas para conmemoraciones de particulares y aniversarios de comunidades y personalidades. En Kladno tiene una estatua a la Madre de Lidice, en la checa Skalice el memorial a la escritora Bozena Nemcova.
El 15 de noviembre de 2004 fue instalada una placa conmemorativa en la casa natal de María Uchytilová en la calle Dělnické (de los trabajadores) de Kralovice. La placa es obra de su marido J. V. Hampl.

## Obras

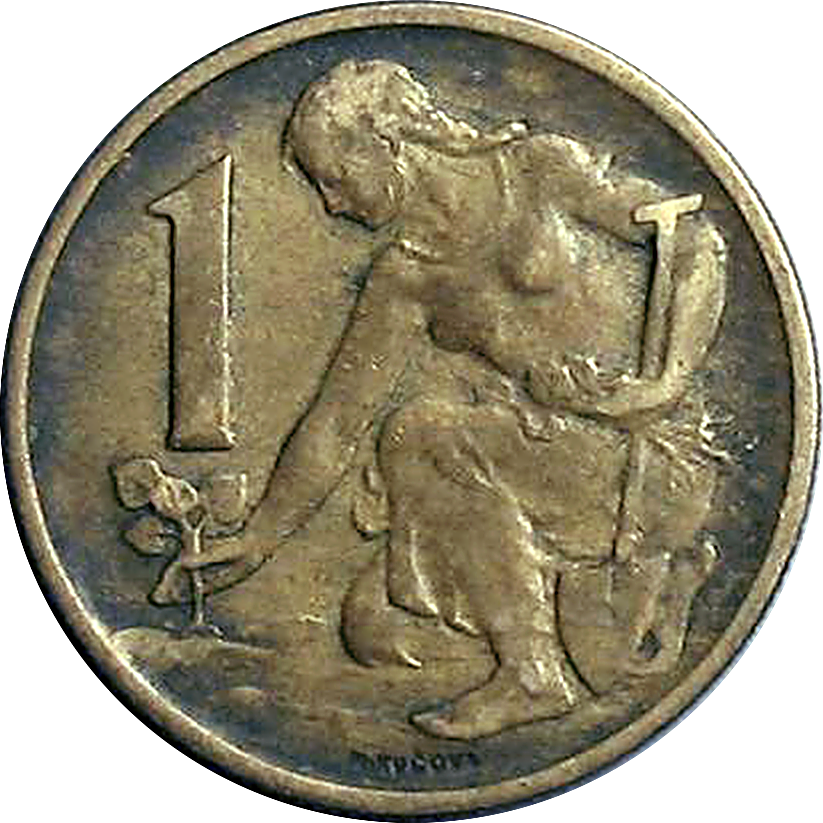
Moneda de una corona checoslovaca.

### Corona checoslovaca
En 1956 ganó el concurso para diseñar la moneda de una Corona checoslovaca. En ella aparecía una mujer campesina arrodillada plantando un pequeño chopo con una pala; fue la moneda checa más popular durante casi treinta años. Sobre ella dijo la autora de la obra: 

"...una oportunidad única para un artista - ¡mi corazón estaba en la palma de la mano de toda la nación!"

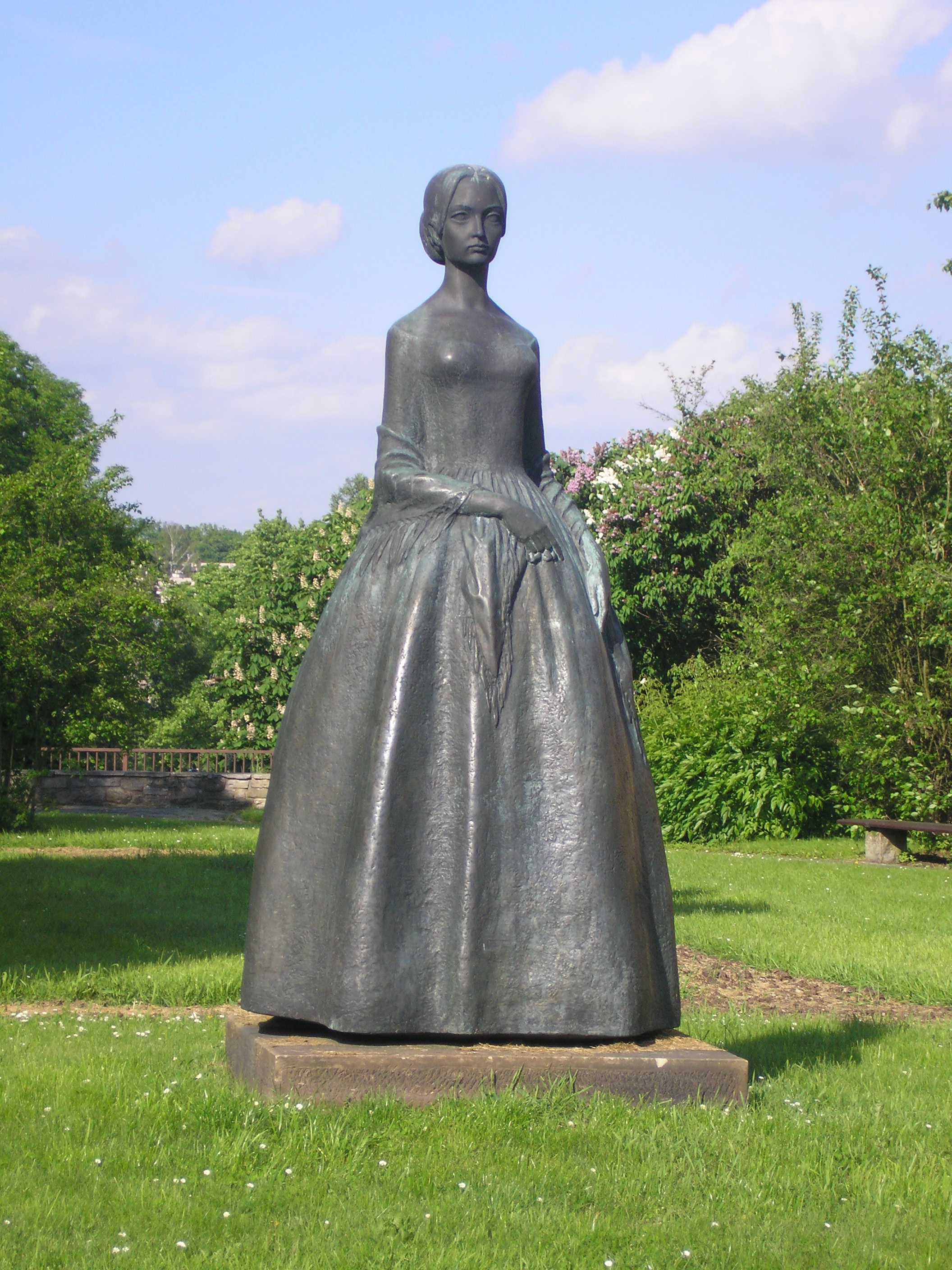
Estatua de Božena Němcová en Skalice.

### Memorial de los niños víctimas de la guerra
Marie Uchytilová comenzó en los años sesenta, sin seguir ningún encargo, sólo a partir de una necesidad interna de trabajar en el monumento de los niños de Lidice. Junto a su esposo el escultor, Jiřím V. Hamplem modeló poco a poco hasta su muerte una estatua simbólica de cada uno de los 82 niños muertos en la destrucción del campamento polaco de Chelmno . Deliberadamente no constituyen verdaderos retratos, los corazones sobrevivientes de las madres también se modeln y su labor fue considerada como un monumento a todos los niños víctimas de los horrores de la guerra.
Quería un gran grupo de esculturas pedestres fundidas en bronce para instalar en Lidice, pero ella no disponía de los recursos suficientes para poner en práctica la costosa empresa. Buscó el apoyo de la ayuda estatal, pero el régimen comunista no mostró ningún interés en el monumento. Las ayudas tendrían que venir del extranjero. La muerte de su esposo le dejó sin fondos, pero quería que el Monumento en Lidice no cayese en el olvido. A través de pequeñas donaciones se pudo hacer cada una de las figuras de forma individual en bronce. A mediados de los años noventa llegó una donación inusualmente grande de la localidad danesa de Albertslund, lo que significó un punto de inflexión en la puesta en práctica del proyecto.
Las primeros treinta estatuas fueron instaladas en Lidice, en 1995, y las últimas diez se presentaron en junio de 2000, treinta años después del inicio del trabajo y once años después de la muerte de la autora. La escultura está orientada para que los niños puedan ver la tumba de sus padres, abuelos y amigos.
El modelo de las estatuas en yeso de los niños de Lidice fue entregado al Museo Jiří Hampl y a la Galería de la Región Norte de Pilsen y actualmente está expuesto en la capilla lateral de la Iglesia de la Anunciación en Marianske Týnice. 

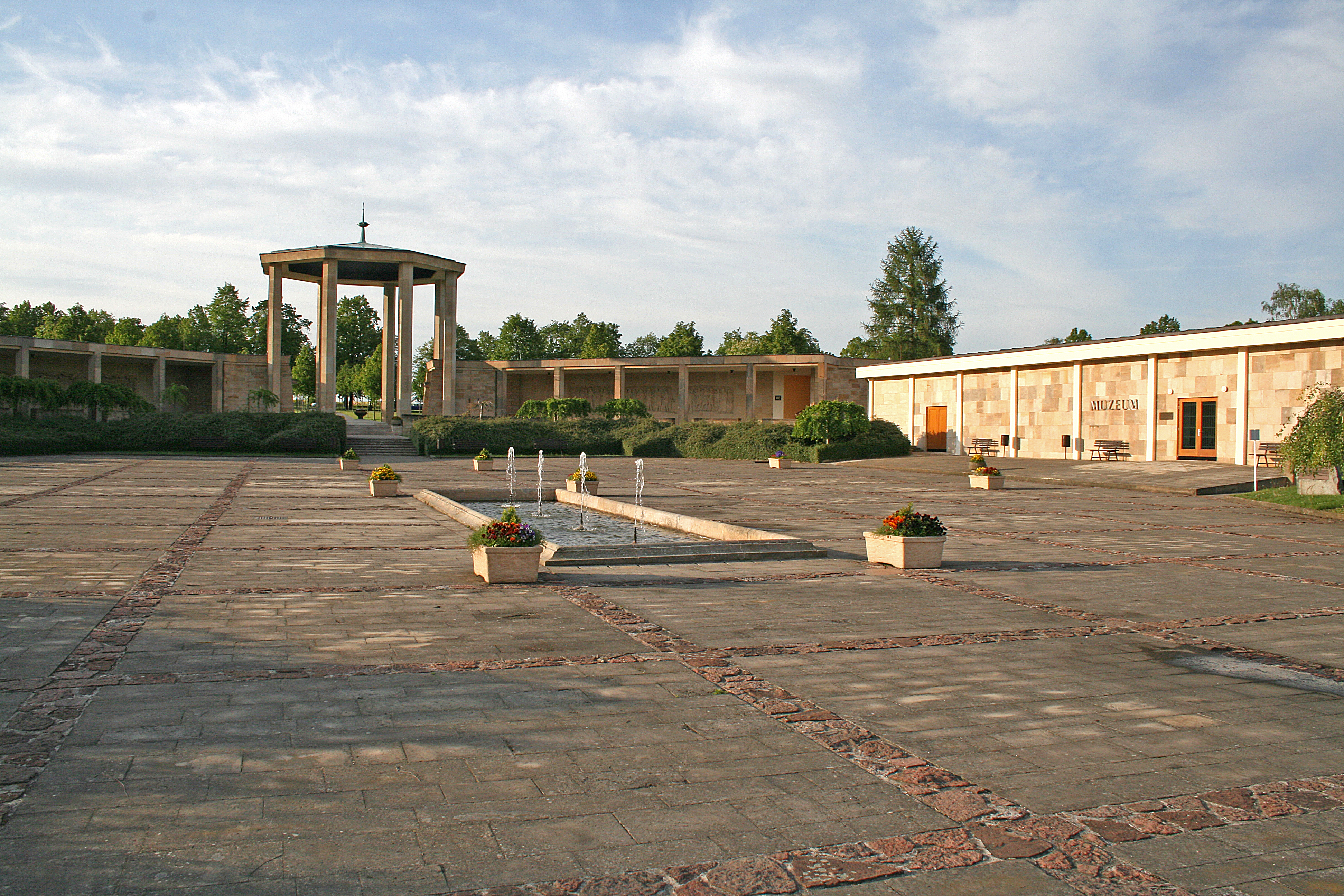
Conjunto arquitectónico del memorial
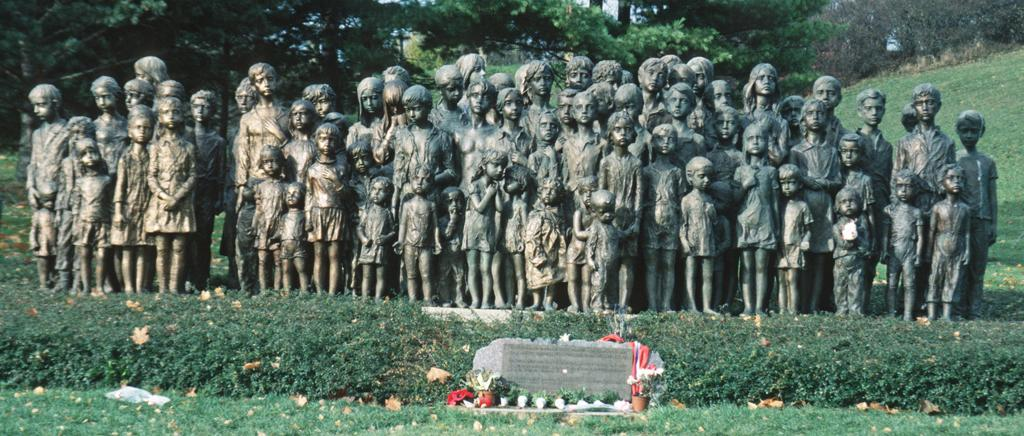
La estatua de los niños asesinados de Lidice - cada uno tiene su propio retrato aquí.
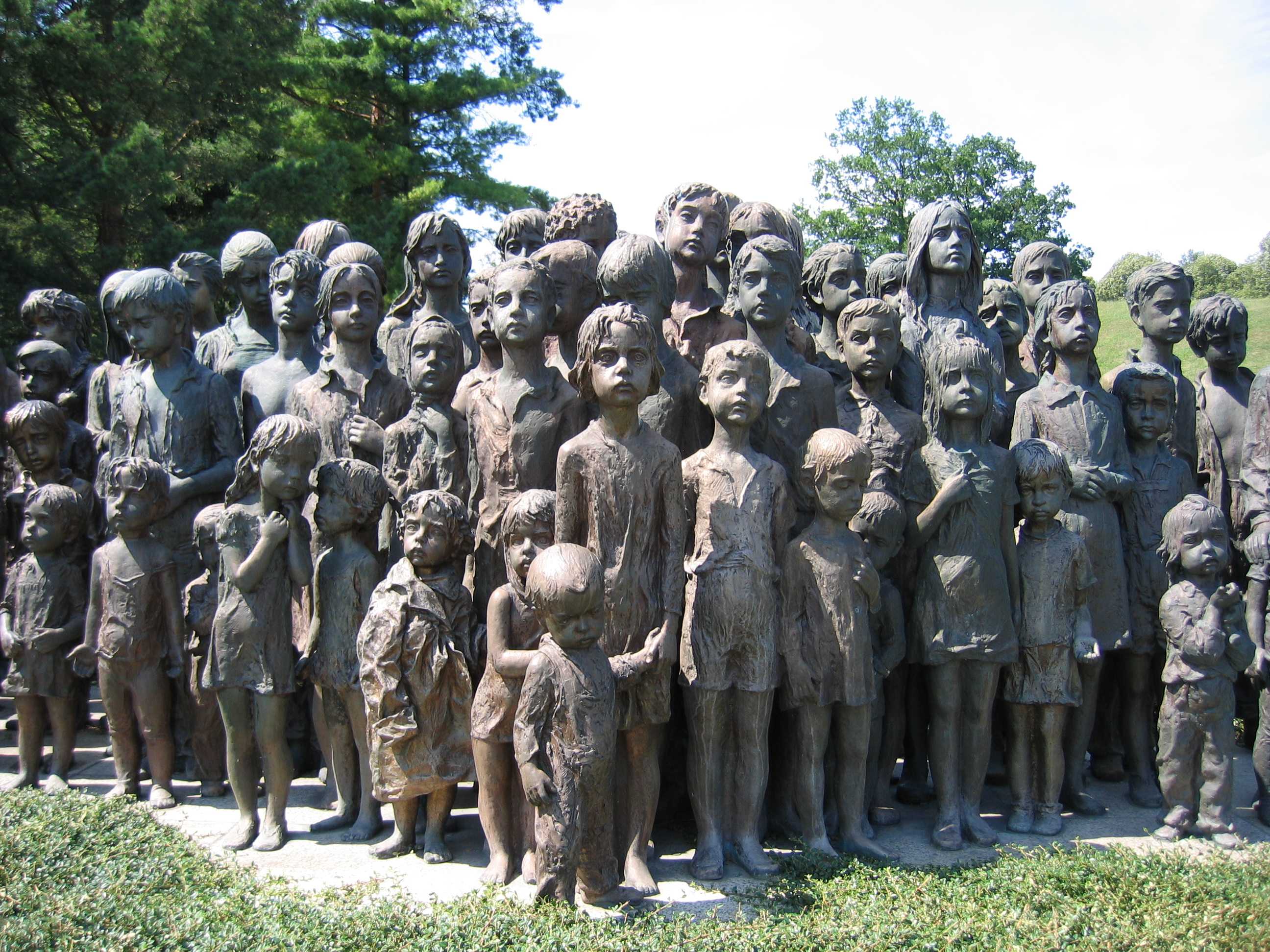
Detalle